# Ich – die Nummer eins
Ich – die Nummer eins (Originaltitel: Le silencieux) ist ein französisch-italienischer Agententhriller aus dem Jahr 1973. Regie führte Claude Pinoteau. Das Drehbuch schrieben Jean-Loup Dabadie und Claude Pinoteau. Der Film beruht auf dem Roman Drôle de pistolet von Francis Ryck.

## Handlung
Anton Haliakov ist Atomphysiker, lebt seit sechzehn Jahren in der Sowjetunion und arbeitet für die Sowjets. Er wurde jedoch in Dijon geboren, ist Franzose und heißt eigentlich Clément Tibère. Für die Besichtigung einer Kernkraftanlage wird er nach London eingeladen. Dort inszeniert der britische Geheimdienst M.I.5 einen Autounfall, in den sein Wagen verwickelt ist, und verbreitet die Meldung, Haliakov sei dabei ums Leben gekommen. In Wirklichkeit entführt ihn der Geheimdienst und betäubt ihn mit einer Spritze. Den misstrauischen Sowjets wird in der Leichenhalle eines Spitals der angeblich tote Haliakov gezeigt.
Der britische Geheimdienst verlangt von Tibère, ihm die Namen von zwei englischen Wissenschaftlern zu verraten, die heimlich für die Sowjetunion arbeiten. Als er sich weigert, wird er in ein Zimmer mit vergittertem Fenster gesperrt. Die beiden Wissenschaftler würden in wenigen Stunden ein Flugzeug nach Moskau besteigen und den Sowjets geheime Informationen übergeben. Dann sei Tibère für den M.I.5 wertlos, und man werde ihn töten. Angesichts dieser Todesdrohung entschließt sich Tibère, die Forderung des Geheimdiensts zu erfüllen: Am Flughafen identifiziert er die beiden Spione – eine Frau und einen Mann – auf einem Videobildschirm. Als die Spione von den Agenten des M.I.5 abgeführt werden, nimmt der Mann sich mit einem tödlichen Gift das Leben. Die Frau wird verhört und gibt die Namen ihrer Kontaktleute preis, die danach verhaftet werden.
Der Chef des M.I.5 übergibt Tibère Geld, zwei neue Pässe, die auf unterschiedliche Namen lauten, eine Pistole und eine Brille. Tibère ist nun frei. Aber den Sowjets ist rasch klar, dass ihre beiden britischen Spione von Tibère verraten wurden, und sie verfolgen ihn nun überallhin. Tibère fährt an die englische Südküste und nimmt ein Schiff nach Frankreich. Dort angekommen, besteigt er zunächst den Zug, verlässt diesen bei der Abfahrt aber wieder, um seine Verfolger abzuschütteln. Mit dem Bus fährt er nach Paris und sucht seine Bekannte Jeanne auf, bei der er übernachtet.
Anschließend setzt er die Fahrt mit dem Auto fort. An einer Autobahn-Zahlstelle wird er von der Polizei am Weiterfahren gehindert, weil sein linker Scheinwerfer nicht brennt. Trotzdem fährt er wieder los, bricht auf die Gegenfahrbahn der Autobahn aus, weil die Polizei eine Straßensperre errichtet, und verursacht einen Verkehrsunfall, bei dem er sich nur eine Handverletzung zuzieht. Bei der Weiterfahrt im Zug entgeht er nur knapp dem Anschlag eines Killers. Ein Lastwagenfahrer nimmt ihn ein Stück weit mit Richtung Süden und er erreicht Grenoble, wo seine frühere Frau Maria an einer Schule unterrichtet. Sie hat wieder geheiratet, einen Sohn bekommen, und sie trifft ihn in einem Restaurant. Clément antwortet auf ihre Bemerkung, sie wisse nicht, was sie nun machen solle, sie solle nichts ändern, sondern wie bisher weiterleben. Russische Agenten, die ihn liquidieren wollen, sind Tibère weiterhin dicht auf den Fersen. Er klammert sich an die Hoffnung, er könne ihnen einen enttarnten russischen Spion im Tausch gegen sein Leben ausliefern.
Als Tauschobjekt hat er den Dirigenten Boris Korodine im Auge, der Konzerte klassischer Musik dirigiert, und von dem er weiß, dass er Geheiminformationen an die Sowjets weitergibt. Er verschafft sich durch eine List Zutritt zu Korodines Hotelzimmer in Genf und findet in Korodines Koffer Musiknoten, die unter dem doppelten Boden des Koffers versteckt sind. Tibère weiß, dass die Musiknoten die gesuchten Informationen in Mikroschrift enthalten. Er packt die Noten in einen Briefumschlag und schickt sie per Post an den französischen Geheimdienst. Daraufhin entwendet er den Kleinbus einer Ordensschwester, die mit dem Bus Lebensmittel transportiert, und fährt mit ihm in die Berge. Als das Gelände unwegsam wird, lässt er den Bus stehen und flieht zu Fuß weiter. Auch in die Berge sind ihm russische Agenten gefolgt, die jetzt aber wissen, dass Korodine enttarnt ist. Deshalb sind nun auch sie an einem Austausch von Tibère gegen Korodine interessiert. Sie schießen einmal auf Tibère, aber nur, um ihn zu verletzen, damit er nicht weiter fliehen kann. Der Agentenaustausch kommt zustande.

## Kritik
„Ein vor Jahren von den Sowjets gekidnappter Atomphysiker wird in London zwecks Identifizierung von Spionen durch die Engländer entführt und nach seiner Freilassung zum erbarmungslos Gejagten. Brillant inszeniert und gespielt, mit unterschwelliger Ironie und menschlich-besinnlichen Momenten, bietet dieser Erstlingsfilm Pinoteaus spannende Unterhaltung.“